# Fay Baker
Fay Baker (nacida como Fay Schwager; 31 de enero de 1917–8 de diciembre de 1987) fue una actriz y escritora estadounidense de teatro, cine y televisión. Con el seudónimo de Beth Holmes, escribió la novela The Whipping Boy. También publicó, con su propio nombre, My Darling, Darling Doctors.

## Primeros años
Su padre era cirujano y su madre farmacéutica. Estudió en el Smith College.

## Carrera
Los papeles en radionovelas proporcionaron a Baker su primera experiencia profesional como actriz. Su carrera en Broadway comenzó en 1938 con un papel en Danton's Death. Su último papel en Broadway fue en Wonderful Journey (1946).. Cambió su nombre por el de Baker (de la familia de su madre) en 1944 en Another Love Story en el Fulton Theatre de Nueva York. Fue "descubierta" por Alfred Hitchcock en 1946 y le dio el papel de Ethel en Notorious. Aunque el papel era menor, contó a su hija que Hitchcock la obligó a quedarse en el plató durante todo el rodaje. El director consideraba que ella debía estar presente en todo momento porque él le pagaba el sueldo. Ella afirmó que tenía un papel más importante en la película, pero que gran parte de su trabajo había sido eliminado de la película final.[cita requerida]
Baker permaneció en Hollywood durante casi dos décadas, actuando en dos docenas de películas, entre ellas The House on Telegraph Hill (1950).
Tuvo un papel protagonista en el drama criminal de 1950 Double Deal, y más tarde interpretó a una de las dos hijas de Ethel Barrymore que intentaba hacerse con el control y vender el periódico del editor Humphrey Bogart en el drama de 1952 Deadline - U.S.A.[cita requerida]
Durante sus años en California, también apareció con frecuencia en televisión. Apareció como invitada en 30 series diferentes desde Your Show Time en 1949 hasta su última actuación en Dr. Kildare en 1963. Sus papeles incluyeron comedias de situación (Hazel, The Donna Reed Show), drama (Perry Mason) y westerns (Have Gun - Will Travel). En 1958, hizo dos apariciones como invitada en Perry Mason, interpretando a Marian Newburn en "The Case of the Demure Defendant" y a Stephanie Sabin en "The Case of the Perjured Parrot".
Antes de 1963, Baker empezó a escribir cuando un problema en la espalda le impidió actuar. Empezó a trabajar en un libro y vendió algunos artículos de no ficción a revistas, además de recibir 50.000 dólares de un productor por una de sus historias.

## Vida personal
Baker se casó con el escritor y productor Arthur Weiss el 3 de agosto de 1940 en Manhattan. Tuvieron dos hijos, su hijo Jonathan nació en 1950, antes de divorciarse en 1965. Mientras Weiss permanecía en California trabajando para Irwin Allen, ella regresó a Nueva York con sus dos hijos y comenzó una nueva carrera como autora.[cita requerida]
Tras la muerte de su hijo Jonathan por sobredosis de drogas en 1971, Baker se dedicó al tema de cómo los padres permiten el mal comportamiento de los hijos. Esto inspiró su novela de mayor éxito, The Whipping Boy (1978), centrada en el "abuso emocional" de los niños.[cita requerida] Utilizó el seudónimo "Beth Holmes" para evitar que compararan a su familia con los personajes de ficción de la novela.[cita requerida]
Baker fue diagnosticada con cáncer de mama en 1972 y describió la experiencia en sus memorias, My Darling, Darling Doctors en 1975.[cita requerida] Perdió su batalla de 15 años contra el cáncer de mama el 8 de diciembre de 1987 a la edad de 70 años.[cita requerida]

## Apariciones en televisión
| TV                                | TV                 | TV                                                               | TV   |
| Programa de televisión            | Papel              | Episodio                                                         | Año  |
| --------------------------------- | ------------------ | ---------------------------------------------------------------- | ---- |
| Your Show Time                    |                    | The Necklace                                                     | 1949 |
| Fireside Theatre                  |                    | Dinner for Three                                                 | 1950 |
| Dangerous Assignment              | Condesa Todesca    | The Knitting Needle Story                                        | 1952 |
| The Doctor                        |                    | The Hiding Place                                                 | 1952 |
| Cavalcade of America              |                    | A Romance to Remember                                            | 1952 |
| Sky King                          | Lucille Bradley    | Wings of Justice                                                 | 1952 |
| Rebound                           |                    | Quiet Sunday                                                     | 1953 |
| The Millionaire                   | Margaret Browning  | The Margaret Browning Story                                      | 1955 |
| The Loretta Young Show            | Pat Wadlington     | Let Columbus Discover You                                        | 1955 |
| Damon Runyon Theatre              | Adele Salisbury    | Old Em's Kentucky Home                                           | 1955 |
| Four Star Playhouse               | Claire Dumont      | Man in the Cellar                                                | 1954 |
| Four Star Playhouse               | Nadine             | The Case of Emily Carmeron                                       | 1956 |
| Mr. Adams and Eve                 | Gloria             | The Proposal                                                     | 1957 |
| State Trooper                     | Judith Andrews     | Weep No More O'Grady                                             | 1957 |
| Schlitz Playhouse of Stars        | Sylvia             | The Girl in the Grass                                            | 1957 |
| The Ford Television Theatre       | Laura Van Cleve    | Singapore                                                        | 1957 |
| The Adventures of Jim Bowie       | Charlotte De Vaux  | A Fortune for Madame                                             | 1957 |
| The Life and Legend of Wyatt Earp | Marie Burden       | Bad Woman                                                        | 1957 |
| San Francisco Beat                | Elsie Folger       | The Jealous Mambo Dancer Case                                    | 1958 |
| Mickey Spillane's Mike Hammer     | Margaret Green     | Letter Edged in Blackmail                                        | 1958 |
| The Court of Last Resort          | Mrs. Laura Barclay | The Stephen Lowell Case                                          | 1958 |
| M Squad                           | Helen Greville     | Day of Terror                                                    | 1958 |
| Perry Mason                       | Marian Newburn     | The Case of the Demure Defendant                                 | 1958 |
| Perry Mason                       | Stephanie Sabin    | The Case of the Perjured Parrot                                  | 1958 |
| Have Gun - Will Travel            | Mrs. Grayson       | Lady on the Stagecoach                                           | 1959 |
| The David Niven Show              | Sarah Winter       | The Promise                                                      | 1959 |
| Maggie                            | Annie Bradley      | Unsold Pilot Archivado el 2 de abril de 2013 en Wayback Machine. | 1960 |
| The Donna Reed Show               | Hope               | Donna Goes to a Reunion                                          | 1960 |
| 77 Sunset Strip                   | Caroline Kinares   | Strange Bedfellows                                               | 1961 |
| The Ann Sothern Show              | Mildred Holliday   | Five Year Itch                                                   | 1959 |
| The Ann Sothern Show              | Louise             | The Roman Hatter                                                 | 1960 |
| The Ann Sothern Show              | Miss Norton        | Pandora                                                          | 1961 |
| This Is the Life                  |                    | The Sin of Silence                                               | 1961 |
| The Roaring 20's                  | Carlotta La Salle  | No Exit                                                          | 1961 |
| Hazel                             | Madeleine Van Dyke | Number, Please?                                                  | 1962 |
| Dr. Kildare                       | Mrs. Tucker        | A Very Infectious Disease                                        | 1963 |

## Filmografía
| Film | Film                        | Film                                 | Film                                              |
| Año  | Título                      | Papel                                | Notas                                             |
| ---- | --------------------------- | ------------------------------------ | ------------------------------------------------- |
| 1946 | Notorious                   | Ethel                                |                                                   |
| 1948 | Trapped by Boston Blackie   | Margie O'Reilly, alias Sandra Doray  | IMDb                                              |
| 1948 | The Gentleman from Nowhere  | Catherine Ashton                     |                                                   |
| 1948 | The Saxon Charm             | Mrs. Noble                           | Uncredited                                        |
| 1948 | No Minor Vices              | Mrs. Felton                          | Sin acreditar                                     |
| 1948 | Family Honeymoon            | Fran Wilson                          | Sin acreditar                                     |
| 1949 | Manhattan Angel             | Vi Langdon                           | IMDb                                              |
| 1949 | Black Midnight              | Martha Baxter                        | IMDb                                              |
| 1949 | Tell It to the Judge        | Valerie Hobson                       |                                                   |
| 1950 | Chain Lightning             | Mrs. Willis                          |                                                   |
| 1950 | Father of the Bride         | Miss Bellamy (secretaria de Stanley) | Sin acreditar                                     |
| 1950 | Double Deal                 | Lilly Sebastian                      |                                                   |
| 1951 | The Company She Keeps       | Tilly Thompson                       |                                                   |
| 1951 | The House on Telegraph Hill | Margaret                             |                                                   |
| 1951 | Reunion in Reno             | Miss Pearson                         | IMDb                                              |
| 1952 | Deadline - U.S.A.           | Alice Garrison Courtney              |                                                   |
| 1952 | The Star                    | Faith, hermana de Margaret           |                                                   |
| 1953 | The Blue Gardenia           | Monitor de centralita                | Sin acreditar                                     |
| 1953 | Invaders from Mars          | Mrs. Wilson                          | Sin acreditar                                     |
| 1954 | Phffft!                     | Actriz de radio en 'Nurse Serena'    | Sin acreditar                                     |
| 1955 | I Died a Thousand Times     | Mujer en el vestíbulo de Tropico     | Sin acreditar                                     |
| 1956 | Don't Knock the Rock        | Arlene MacLaine                      |                                                   |
| 1957 | She Devil                   | Evelyn Kendall                       | IMDb                                              |
| 1957 | Sorority Girl               | Mrs. Tanner                          |                                                   |
| 1965 | The Slender Thread          | Supervisora telefónica               | Sin acreditar, (última aparición cinematográfica) |

## Lista de obras
| Obras | Obras                   | Obras               | Obras                                            |
| Año   | Obra                    | Papel               | Notas                                            |
| ----- | ----------------------- | ------------------- | ------------------------------------------------ |
| 1946  | Wonderful Journey       | Julia Farnsworth    | 25 de diciembre de 1946 - 1 de enero de 1947     |
| 1944  | Violet                  | Crystal             | 24 de octubre de 1944 - 11 de noviembre de 1944  |
| 1943  | Another Love Story      | Celia Hale          | 12 de octubre de 1943 - 8 de enero de 1944       |
| 1942  | The Sun Field           | Mildred Deagon      | 9 de diciembre de 1942 - 12 de diciembre de 1942 |
| 1942  | Journey to Jerusalem    | The Greek Woman     | 5 de octubre de 1940 - 19 de octubre de 1940     |
| 1942  | The Taming of the Shrew | Bianca              | 5 de febrero de 1940 - 10 de febrero de 1940     |
| 1938  | Danton's Death          | Voice in the Street | 2 de noviembre de 1938 - noviembre de 1938       |